# Robert F. Sargent

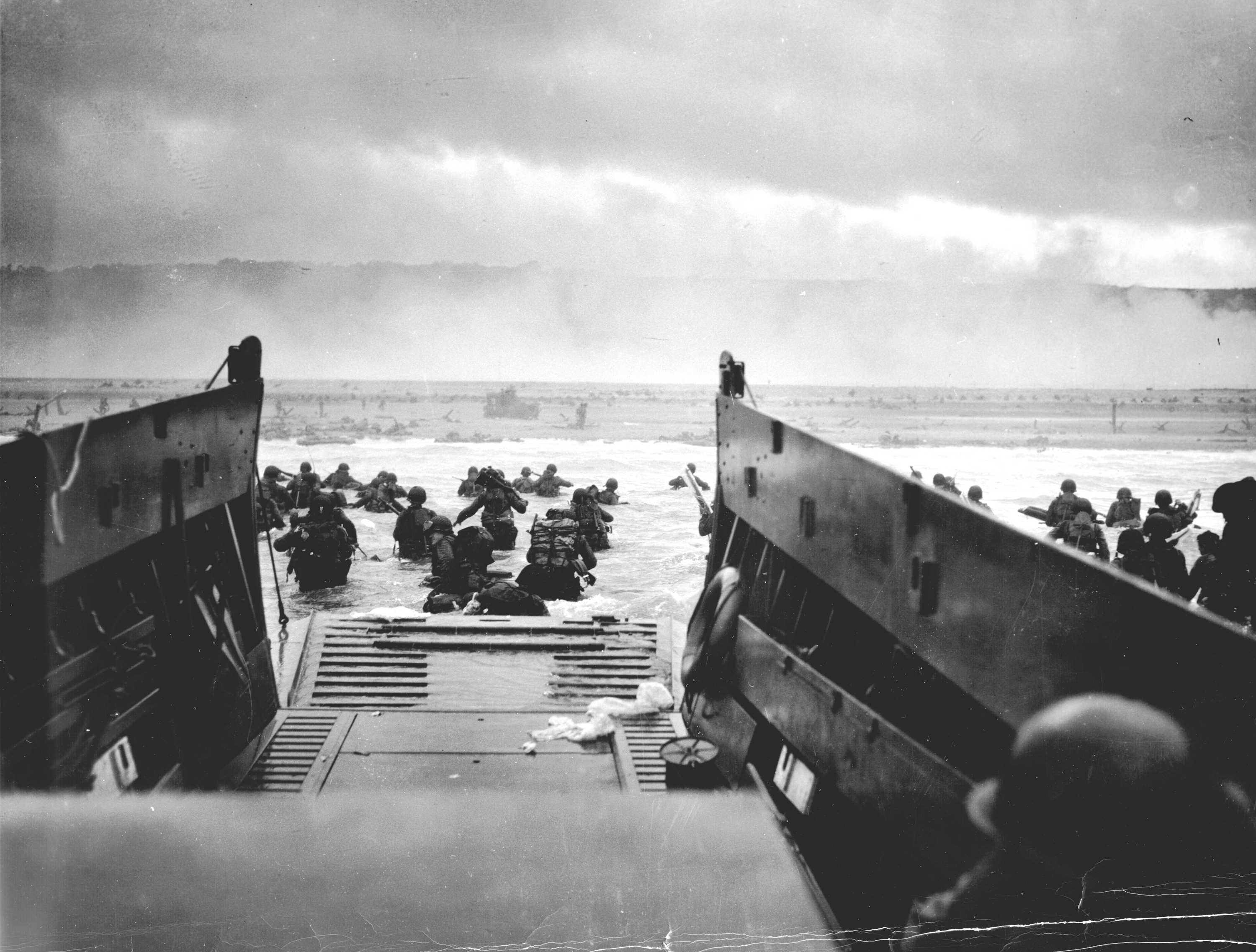
Into the Jaws of Death, av Robert F. Sargent. Omaha Beach vid Landstigningen i Normandie (Dagen D), 6 juni 1944.

Robert F. Sargent,  född den 26 augusti 1923, död den 8 maj 2012, var en amerikansk krigsfotograf i United States Coast Guard. Han är mest känd för fotografiet Into the Jaws of Death, som han tog klockan 07:50 av soldaterna ur Company E, 16th Infantry, 1st Infantry Division under landstigning på Omaha Beach från kustbevakningens LCVP-landsstigningsbåt (från det av kustbevakningen bemannade landstigningsfartyget  USS Samuel Chase) i Operation Neptune på Dagen D, 6 juni 1944.